# Fabien Waksman
Pour les articles homonymes, voir Waksman.
Fabien Waksman est un compositeur français né le 2 juin 1980 à Roubaix.

## Biographie

### Formation
Après des études au conservatoire de Saint-Maur, il intègre le Conservatoire national supérieur de musique et de danse de Paris où il obtient les prix d'harmonie (classe de Jean-François Zygel), de contrepoint (classe de Jean-Baptiste Courtois), de fugue (classe de Thierry Escaich), d'orchestration (classe de Michèle Reverdy). Il étudie également l'orchestration avec le compositeur Guillaume Connesson.

### Carrière de compositeur
En tant que compositeur, il a été très marqué par Claude Debussy dont la liberté et le pouvoir évocateur en font son principal maître. On retrouve dans la musique de Fabien Waksman des couleurs orchestrales rappelant les ballets d'Igor Stravinsky, un sens du spectaculaire qui trouve sa source dans son admiration des opéras de Richard Strauss, un amour du lyrisme exacerbé et de la mélodie qu'il puise chez des compositeurs comme Béla Bartók ou Samuel Barber. Sa rythmique musicale est quant à elle fortement influencée par le hard rock des années 1990-2000 (Metallica, Guns'n Roses, Scorpions).
Sa première pièce pour orchestre, Solar Storm, est créée le 28 mars 2008 par le Royal Scottish National Orchestra dirigé par Stéphane Denève. La critique donne un écho très favorableà cette oeuvre, à propos de laquelle Olivier Bellamy, dans Classica, parle de Fabien Waksman comme d'une nouvelle "étoile" de la musique française. Orchestrateur, le festival Présences de Radio France lui commande en 2009 l'orchestration d'une pièce pour piano à quatre mains d'Olivier Greif. Stéphane Denève lui commande une nouvelle pièce pour grand orchestre, Le parfum d'Aphrodite, qui sera créé le 29 septembre 2011. En 2012, il compose Protonic Games, commande de Radio France créée au Théâtre des Champs-Élysées par l'Orchestre national de France sous la direction de Daniele Gatti. Il a composé en 2014 une œuvre pour chœur et orchestre, Europe a Prophecy , créée par le chef George Pehlivanian. En 2019, l'Orchestre National de France lui commande la musique d'un film de Charlie Chaplin, One A.M.
Conscient de l'importance d'ouvrir la musique aux publics jeunes et défavorisés, il s'associe au librettiste et metteur en scène Florent Siaud pour composer à la demande de l'Opéra de Paris des opéras tels que L'Oiseau de Glace ou  Epic Falstaff qui seront interprétés à l'opéra Bastille en 2012 et 2013 par des collégiens issus de quartiers difficiles. En 2017 c'est l'Orchestre National de Lyon qui lui commande l'opéra La Clé d'argent qui sera créé à l'Auditorium de Lyon par les musiciens de l'orchestre.
Fasciné par les cultures extra-européennes, l’orchestre de Paris et le chef Lionel Sow font appel à lui en 2018 pour la composition de Sumanga', vaste fresque vocale en 10 numéros inspirée du cycle de la vie, dont la substance sonore trouve sa source en des musiques de tradition orale du monde entier. 
Passionné depuis l'enfance par la cosmologie, il collabore depuis 2016 avec l'astrophysicien Jean-Philippe Uzan avec qui il crée Le Baiser de la mort en 2016 au festival Les vacances de monsieur Haydn, oeuvre inspirée par la découverte des ondes gravitationnelles. En 2019, ils travaillent ensemble sur un cycle de mélodie pour voix et piano en hommage à Stephen Hawking.
Pianiste de formation, la musique de chambre instrumentale et vocale tient une place importante dans son œuvre. Il collabore avec des interprètes tels que Eric Le Sage, Emmanuel Pahud, Paul Meyer, Jérôme Ducros, Jérôme Pernoo, Florent Héau, Mathieu Herzog, Eva Zavaro, Guillaume Vincent, Claire-Marie Le Guay, Karol Mossakowsky, Félicien Brut, Romain Descharmes, Sarah Nemtanu, Brenda Poupard, ou encore les quatuors Hanson, Hermès et Aquilone. Il est régulièrement joué dans des festivals tels que Musique à l’Emperi, Auvers-sur-Oise, Les Folles Journées de Nantes ou le Centre de musique de chambre de Paris.

### Enseignement et pédagogie
Après avoir enseigné notamment au conservatoire de Strasbourg, Fabien Waksman est nommé, à l'âge de 25 ans, à la tête de l'une des classes supérieures d'harmonieau Conservatoire national supérieur de musique et de danse de Paris. 
Comprenant l'étude de l'écriture comme école de composition, Fabien Waksman collabore avec divers artistes et enseignants du CNSMDP afin de donner la chance à ses étudiants de composer pour des spectacles vivants et de rencontrer des étudiants instrumentistes, chanteurs, danseurs ou metteurs en scène.
En 2010, les étudiants de la classe de Fabien Waksman ont ainsi composé un opéra entier dans le style de Mozart sur un livret peu connu de Da Ponte, La Capricciosa Corretta, dont la musique a été orchestrée par les élèves de Guillaume Connesson. Cet opéra a été donné le 23 mars 2011 au CNSMDP.
En 2013 ils ont élaboré un vaste arrangement orchestral des musiques de Stephen Sondheim, mis en scène par Vincent Vittoz et donné au Théâtre du Châtelet le 21 avril 2013. En 2015 Ils écrivent la musique d'un nouveau spectacle mis en scène et interprété par les étudiants de Vincent Vittoz : les "10 minutes".
En 2014, 2017 et 2018, il s'associe avec la danseuse et professeure de danse contemporaine Sylvie Berthomé. Ses élèves collaborent ainsi avec des étudiants chorégraphes et leur écrivent une musique originale. Les spectacles seront donnés au CNSMDP lors des journées de la danse.
En 2016, dans le cadre du programme Opéra-université de l'Opéra de Paris, ses étudiants composent en compagnie d'étudiants scientifiques de l'Université Pierre et Marie Curie la musique du spectacle L'Harmonie des sphères s'inspirant des liens unissant musique et astrophysique. Le projet est parrainé par Fabien Waksman pour la section musique et l'astrophysicien Jean-Philippe Uzan pour la partie scientifique.
En 2019, ses étudiants participent à la composition des musiques du projet piano orchestra qui a eu lieu le 7 avril 2019 à la Philharmonie de Paris.

## Œuvres
Une partie des partitions des œuvres de Fabien Waksman est éditée par les Éditions Billaudot.

### Musique pour orchestre
- Solar Storm pour grand orchestre (2009)
- Le Tombeau de Ravel pour grand orchestre - Orchestration, musique d'Olivier Greif pour piano à quatre mains (2009)
- Le Parfum d'Aphrodite pour grand orchestre (2011)
- Protonic Games pour orchestre (2012)
- Le rêve de Tzinacán pour violoncelle et orchestre à cordes, dédié à la violoncelliste Anastasia Kobekina (2018)
- Black Spirits pour piano et orchestre (2020)
- L'Île-du-Temps pour accordéon et orchestre (création mondiale le 14 octobre 2021 par Félicien Brut (accordéon), Antonio Méndez (direction) et l'Orchestre National de Bordeaux)
- Chants de Siri pour grand orchestre (création mondiale le 9 mars 2023 par Krsitiina Poska (direction) et l'Orchestre National de France)

### Musique instrumentale et musique de chambre
- Mad-Sonata pour piano (2005, révision 2018)
- La plainte éternelle pour violon et piano (2006, révision 2019)
- Kaddish pour violoncelle, alto ou violon solo (2011)
- Shibuya crossings pour flûte, hautbois, clarinette, cor, basson et piano (2011)
- Deux Rubaiyat pour violon et piano (2014)
- Frozen in Time pour violoncelle et piano (2015)
- Solar Storm pour deux pianos (2016, transcription par Kaoli Ono de sa pièce pour orchestre)
- Le Baiser de la mort pour quatuor à cordes et piano (2016)
- Tsukihime pour piano (2016)
- Carcere Oscura pour accordéon et quintette à cordes (2019)
- Night Windows, trois pièces pour orgue (2021)
- Terra Neozoica, cinq pièces pour piano et clavier électronique (2022, en collaboration avec le Centre de Création Musicale Art Zoyd et la claviériste Yukari Bertocchi-Hamada)

### Musique vocale
- L'Esprit de Minuit pour voix et piano, quatre mélodies - Texte d'après Gaspard de la nuit d'Aloysius Bertrand (2012)
- Europe, a Prophecy pour choeur à voix égales et orchestre - Texte de William Blake (2014)
- Le Livre de Taliesin pour chœur à voix égales et quatuor à cordes - Texte de Taliesin, poète gallois du VIe siècle (2017)
- Sumanga' pour chœur à voix égales et harpe, d'après des musiques de tradition orale issues du monde entier (2018)
- Pandore pour chœur mixte a capella, en collaboration avec Kaoli Ono - Texte de Niki de Saint Phalle (2018)
- Hawking Songs, cycle de mélodies pour voix et piano préparé en hommage à Stephen Hawking (création mondiale le 5 novembre 2022 au Festival Nouveaux Horizons par Marie-Laure Garnier (soprano) et Célia Oneto Bensaid (piano)

### Opéras
- Aladdin ou la lampe merveilleuse pour solistes, chœur d'enfants et ensemble instrumental - Livret du compositeur d'après le conte des Mille et une nuits (2008)
- L'Oiseau de Glace pour solistes, chœur d'enfants et ensemble instrumental - Livret de Florent Siaud (2012)
- Epic Falstaff pour solistes, chœur d'enfants et ensemble instrumental, trilogie opératique (I - Blown-Jack, II - The Moon rises, III - Wheel of Fortune) - Livret de Florent Siaud d'après Shakespeare (2013)
- La Clé d'argent pour solistes, chœur d'enfants et ensemble instrumental, trilogie opératique - Livret du compositeur d'après l'univers de H. P. Lovecraft (2017)

### Musiques de film et autres
- One A.M. pour petit orchestre - musique pour le film de Charlie Chaplin, commande de l'Orchestre National de France (2019)
- Moby-Dick, pour orchestre - musique du concert-fiction d'après l’œuvre de Herman Melville, adaptée par Stéphane Michaka, commande de l'Orchestre National de France (2020)

## Récompenses
- 2011 : prix André-Caplet de l’Académie des Beaux-Arts (Institut de France) ;
- 2012 : grand prix Sacem de la musique symphonique (jeune compositeur).
- 2021 : prix René Dumesnil de l'Académie des Beaux-Arts
- 2022 : Grand prix lycéen des compositeurs, Prix des collégiens et Prix des professeurs, décernés par la Maison de la Musique Contemporaine (pour Carcere Oscura, pièce pour accordéon et quintette à cordes)[17].
- 2023 : Victoire de la musique classique (30ème anniversaire) dans la catégorie compositeur (pour L'Île-du-Temps, concerto pour accordéon et orchestre)[18].